# بيتي القبيحة (مسلسل)
بيتي القبيحة (بالإنجليزية: Ugly Betty)‏ هو مسلسل درامي كوميدي أمريكي من إنتاج هيئة الإذاعة الأمريكية، ومقتبس من المسلسل الكولومبي أنا بيتي، أقبح واحدة.
بدأ عرض الموسم الأول من المسلسل في الشرق الأوسط على قناة فوكس سيريز في 16 يوليو 2009.
تدور الأحداث حول بيتي اللطيفة، الذكية والمجتهدة (وإن كانت الصيحة تمثل لها تحدياً). عندما يُسلم أحد أقطاب صناعة النشر رئاسة تحرير مجلة مود - مرجع عالم صناعة الأزياء - إلى ابنه دانييل يقوم بتعيين بيتي بالتحديد لتكون المساعدة الجديدة لابنه، في الغالب لأنها المرأة الوحيدة التي لن يقيم ابنه معها علاقة. دانييل وبيتي كلاهما شخصان غريبان بطريقتهما الخاصة لكنهما يشكلان معاً فريقاً لا يمكن توقعه ليساعد كل منهما الآخر في سبر أغوار عالم الصيحة في مدينة نيويورك.
حصل المسلسل على نسخة عربية من قبل شركة سوني بيكتشرز إنترتينمنت بفرعها المتواجد سابقًا بمصر تحت عنوان هبة رجل الغراب.

## روابط خارجية
- بيتي القبيحة على موقع IMDb (الإنجليزية)
- بيتي القبيحة على موقع ميتاكريتيك (الإنجليزية)
- بيتي القبيحة على موقع الموسوعة البريطانية (الإنجليزية)
- بيتي القبيحة على موقع روتن توميتوز (الإنجليزية)
- بيتي القبيحة على موقع كينوبويسك (الروسية)
- بيتي القبيحة على موقع ألو سيني (الفرنسية)
- بيتي القبيحة على موقع قاعدة بيانات الفيلم (الإنجليزية)